# Чижово (усадьба)
Чижово — усадьба, расположенная в упразднённом посёлке Вешняки в составе городского округа Балашиха Московской области.

## История
Основана в первой половине XVIII века. История усадьбы Чижово на протяжении целого столетия была неразрывно связана с историей соседней, более крупной усадьбы Горенки. В 1724 году усадьбу приобрёл князь А. Г. Долгоруков. В 1730 году, в связи с опалой князей Долгоруковых, усадьба была конфискована в казну, но позднее возвращена бывшим владельцам, а ими, в свою очередь, продана Разумовским. В 1827 году имением владел князь Н. Б. Юсупов. При нём, в 1827—1829 годах, по проекту архитектора В. Г. Дрегалова, были возведены основные усадебные постройки.
В 1840 году Н.Б. Юсупов продал усадьбу купцу В.Т. Вишнякову из знаменитой династии промышленников. Усадьба Горенки, которая также последовательно принадлежала Долгоруковым, Разумовским и Н.Б. Юсупову, была продана им другому владельцу. С этого времени пути усадеб разошлись. 
На территории усадьбы В.Т. Вишняков возвёл плотину, и, на правом берегу реки Горенки, ткацкую фабрику. Фабрика проработала до 1916 года. Вишняковы владели усадьбой до 1917 года. В советское время на территории располагался пионерский лагерь, в данный момент имение находится в частной собственности.
До наших дней сохранились липовый парк, два каменных флигеля, фрагменты ограды, фабричный корпус и деревянный хозяйственный корпус.